# Coryal
Coryal es una localidad de Trinidad y Tobago, que forma parte de la región de Sangre Grande.

## Geografía
La localidad abarca parte de la isla Trinidad y limita al norte con Cumuto, al sur con Brickfield-Navet (localidad perteneciente a la región de Couva-Tabaquite-Talparo), al este con Howsen Village, Tamana y Carmichael y al oeste con Tamana Road (localidad perteneciente a la región de Couva-Tabaquite-Talparo).

## Demografía
Datos demográficos de la localidad de Coryal:
| Gráfica de evolución demográfica de Coryal entre 2000 y 2011 |
|                                                              |